# اعتيان دم الحبل السري عبر الجلد
اعتيان دم الحبل السري عبر الجلد، ويسمى أيضًا بزل الحبل السري، أو أخذ عينة من الدم الجنيني، أو أخذ عينة من الوريد السري هو اختبار وراثي تشخيصي يفحص الدم من الحبل السري الجنيني للكشف عن تشوهات الجنين. يصل دم الجنين ودم الأم في الرحم إلى الجنين عبر وريد واحد وشريانين. الوريد السري مسؤول عن توصيل الدم الغني بالأكسجين من الأم إلى الجنين. الشرايين السرية مسؤولة عن تخليص الجنين من الدم الفقير بالأكسجين. يسمح ذلك بتروية أنسجة الجنين بشكل صحيح. يوفر اعتيان دم الجنين عبر الجلد وسيلة لتحليل الصبغيات السريع وهو مفيد حين يتعذر الحصول على المعلومات من خلال بزل السلى أو أخذ عينات من الزغابات المشيمية أو باستخدام الموجات فوق الصوتية (أو إذا كانت نتائج هذه الاختبارات غير حاسمة)؛ يحمل هذا الاختبار خطرًا كبيرًا بحدوث مضاعفات وعادة ما يُترك للحمول عالية الخطورة المعرضة للإصابة بعيب وراثي. واستُخدم لدى الأمهات المصابات بفرفرية نقص الصفيحات المناعية.

## التاريخ
اعتيان دم الحبل السري عبر الجلد هو واحد من أساليب أخذ العينات الجنينية طُور في الأصل بغية كشف التشوهات الوراثية. حاليًا، يمكن اكتشاف عدد من الشذوذات الجنينية من خلال هذا الفحص ومنها درجة حموضة الدم (قيمة الأس الهيدروجيني للدم) ومستويات الأكسجين والمشكلات الصبغية والإصابة بالعدوى. في عام 1958، أدرك جيمس إل إس أن تحليل غازات دم الحبل السري يمكن أن يكون مؤشرًا على حدوث الشِدّة السابقة بنقص الأكسجة الجنينية. ومنذ ذلك الحين، يُقبل على نحو واسع أن تحليل غازات دم الحبل السري يمكن أن يوفر معلومات مهمة عن حالة الطفل في الماضي والحاضر وربما في المستقبل. بدأ تاريخ اعتيان دم الحبل السري عبر الجلد في عام 1964 عندما أبلغ فريدا وأدامسون عن إزالة رحم يحتوي على جنين تراكمت فيه السوائل ومات. وكان هذا أحد الإجراءات الأولى التي مهّدت لاعتيان دم الحبل السري عبر الجلد الذي نعرفه اليوم. افترض فالنتي في عام 1972 أن الإجراء الذي نفذه للحصول على أنسجة من الجنين يمكن استخدامه لأخذ دم الجنين، وفي عام 1973، كان قادرًا على أخذ عينات من الأوعية الجنينية. استُخدم تنظير الجنين بين عامي 1974 و1983 بكونه اختبار قبل الولادة لكشف حالة الجنين والحصول على دم جنيني وإجراء عمليات نقل الدم في بعض الحالات. ينطوي التنظير الجنيني على إدخال جهاز من خلال بطن الأم لتصوير الجنين. حدث أول اعتيان موثق لدم الحبل السري عبر الجلد في عام 1983 من قبل دافوس وزملائه الذين أخذوا عينات دموية من الوريد السري بإبرة موجهة بالموجات فوق الصوتية. قدم اعتيان دم الحبل السري عبر الجلد بديلًا لتنظير الجنين وكان أكثر نجاحًا وأقل خطورة، إذ ترافق تنظير الجنين بخطر الإجهاض بنسبة 5-10%. مع تطور الطب الحديث والتقنيات الجديدة، لا يُستخدم اعتيان دم الحبل السري عبر الجلد حاليًا إلا عند الحاجة للتشخيص السريع واتخاذ القرارات المتعلقة بالجنين والتشوهات المشتبه بها. استُبدل اعتيان دم الحبل السري عبر الجلد في معظم الحالات بالتهجين الموضعي المتألق وهو استقصاء للتشوهات الصبغية يعطي تفاصيل أكثر.

## العملية
إذا كان الجنين عيوشًا (قابلًا للحياة)، يُنفذ الإجراء في مكان قريب من غرفة العمليات لإجراء عملية قيصرية طارئة في حال الضرورة الناتجة عن المضاعفات المحتملة لهذا الإجراء. حاليُا، لا يوجد عمر يحدد عيوشية الجنين، فالأمر معتمد على قدرة الجنين على العيش خارج الرحم، والتي ترتبط بإمكانية الوصول إلى الرعاية الطبية والتقنيات اللازمة للحفاظ على الجنين على قيد الحياة خلال مرحلة حديثي الولادة. عادة ما يكون الجنين عيوشًا بعمر 24 إلى 25 أسبوعًا من الحمل. إذا كان عمر الجنين بين 24-34 أسبوعًا، تُعطى الأم ستيروئيد قشري سكري قبل نحو 24 ساعة من الإجراء لتحفيز نضج الرئة لدى الجنين. يُجرى التصوير بالموجات فوق الصوتية قبل الإجراء لرؤية موضع الجنين ويمكن استخدامه في أثناء الإجراء للمساعدة في توجيه الإبرة. يُسحب دم الأم للمقارنة مع دم الجنين، ويُفتح خط وريدي لدى الأم لإعطاء الأدوية عند الحاجة. للحد من خطر العدوى داخل السلى، تُعطى المضادات الحيوية عبر الوريد قبل نحو 30-60 دقيقة من الإجراء. إذا كانت حركة الجنين تشكل خطرًا على نجاح الإجراء، يمكن شلّ حركة الجنين باستخدام دواء محدث للشلل.
تُستخدم عادة إبرة فقرية بقياس 20 أو 22 لاعتيان دم الحبل السري عبر الجلد ويمكن تحضيرها باستخدام مضاد للتخثر، ما يساعد على تقليل خطر تكوّن الجلطات. خلال الإجراء، تتمثل الخطوة الأولى في تحديد قطعة من الوريد السري مستقرة نسبيًا. موقع أخذ العينات النموذجي هو الموقع الأقرب إلى المشيمة. لكن الأخذ من هذا الموقع يحمل خطر تلوث العينة بدم الأم. يمكن أخذ عينات الدم بسهولة أكبر إذا كانت المشيمة أمامية التوضع. أما إذا كانت المشيمة خلفية التوضع، يمكن أن يمنع الجنين الوصول المباشر إلى الحبل السري. بمجرد الوصول إلى الحبل السري وتأكيد الموضع الصحيح للإبرة، يُسحب دم الجنين. تُنزع الإبرة بعد أخذ العينات اللازمة. ويُراقب موقع الثقب بعد الإجراء لتحري النزيف. وإذا كان الجنين قابلًا للحياة، يُراقب معدل ضربات قلبه بعد الإجراء لمدة ساعة إلى ساعتين.
بعد الحصول على العينات الدموية، تُوضع في أنابيب تحتوي على مضادات التخثر من أجل منع الدم من التخثر. إذا أُخذت العينة من الدم في الموقع القريب من المشيمة، فيجب إجراء اختبار تأكيد الدم الجنيني لضمان عدم حدوث اختلاط بين دم الجنين ودم الأم قبل إجراء الاختبارات التشخيصية على العينة الدموية. تكون خلايا الدم الحمراء الجنينية أكبر من الكريات الحمر للأم، وقياس متوسط حجم الكريات الحمر، المسمى إم سي في، هو أحد الطرق المستخدمة لتحديد ما إذا كان دم الجنين ملوثًا أم لا. يمكن أيضًا كشف وجود هرمون موجهة الغدد التناسلية المشيمية البشرية، الذي يشير إلى وجود دم الأم لأن دم الأم يحتوي على مستويات عالية منه. يمكن لاختبار تمسخ الهيموغلوبين بالقلوي الكشف عن وجود دم الأم، وفي هذا الاختبار، يتحول لون الدم من الأحمر إلى البني عند إضافة العينة إلى كاشف قلوي. تكشف اختبارات التنميط الدموي أيضًا عن دم الأم، فالمستضد (آي) لا يظهر في الدم الجنيني. يكشف فحص كلايهاور-بيتكه وجود كميات صغيرة جدًا من دم الأم قبل الثلث الأخير من الحمل عن طريق مراقبة شطف الهيموغلوبين في الحمض لأن شطف الهيموغلوبين في الحمض يظهر بشكل مختلف بين الجنين والبالغ. وأخيرًا، يمكن لتعداد خلايا الدم البيضاء الكشف عن دم الأم في العينة، حيث أن خلايا الدم البيضاء الجنينية هي كريات بيض بشكل أساسي، في حين أن خلايا الدم البيضاء للأمهات هي في الغالب عدلات. إذا تسرب السائل الأمنيوسي إلى العينة، ينخفض عدد خلايا الدم الحمراء وخلايا الدم البيضاء والصفيحات الدموية في العينة. وتظهر أنماط متسقة مع السائل الأمنيوسي.